# مصطفى حسنين
مصطفى محمد حسنين (1 يناير 1968 - ) لاعب كمال أجسام أردني معتزل ،حل في المركز العاشر في بطولة مستر أولومبيا التي أقيمت في لاس فيغاس عام 2005.
انتخب عام 2013 مساعداً لرئيس الاتحاد النمساوي لكمال الأجسام واللياقة البدنية، ومساعداً لرئيس الاتحاد الأوروبي لكمال الأجسام واللياقة البدنية في اتحاد (WBPF).

## الإنجازات الرياضية
- المركز الحادي عشر، بطولة العالم للهواة 1989
- المركز الثاني، مستر يونيفرس NABBA Mr Universe 1991
- المركز الأول و اللقب العام في مستر يونيفرس NABBA Mr Universe 1992
- المركز الأول، بطولة العالم NABBA World Championships 1992
- المركز الثالث عشر، بطولة الجائزة الكبرى - النمسا Grand Prix Austria 2002
- المركز الثاني عشر، بطولة ليلة الأبطال Night of Champions 2002
- المركز السابع، بطولة تورونتو للمحترفين Toronto Pro Invitational 2002
- المركز الرابع، الجائزة الكبرى - إنجلترا Grand Prix England 2003
- المركز الثالث، الجائزة الكبرى - هولندا Grand Prix Holland 2003
- المركز الثامن، الجائزة الكبرى - هنغاريا Grand Prix Hungary 2003
- المركز الثاني عشر، أرنولد كلاسيك Arnold Classic 2004
- المركز الثالث، الجائزة الكبرى - هولندا Grand Prix Holland 2004
- المركز السابع عشر، مستر أولمبيا Mr. Olympia 2004
- المركز السابع، بطولة سان فرانسيسكو للمحترفين San Francisco Pro Invitational 2004
- المركز الرابع، بطولة شارلوت برو للمحترفين Charlotte Pro Championships 2005
- المركز الخامس، بطولة يوروبا سوبر شو Europa Supershow 2005
- المركز العاشر، بطولة نيورك للمحترفين New York Pro Championships 2005
- المركز العاشر، مستر أولمبيا Mr. Olympia 2005
- المركز السابع، أرنولد كلاسيك Arnold Classic 2006
- المركز الرابع، بطولة الجائزة الكبرى - النمسا Grand Prix Austria 2006
- المركز السادس، بطولة الرجل الحديدي Ironman Pro Invitational 2006
- المركز الرابع، بطولة سان فرانسيسكو للمحترفين San Francisco Pro Invitational 2006
- المركز التاسع، بطولة الجائزة الكبرى - النمسا Grand Prix Austria 2006